# Dubliner Übereinkommen
Das Dubliner Übereinkommen (DÜ) ist ein völkerrechtlicher Vertrag, der bestimmt, welcher Staat für die Prüfung eines in einem Mitgliedstaat der Europäischen Gemeinschaft gestellten Asylantrags zuständig ist. Formal ist das Übereinkommen weiterhin gültig, wird jedoch faktisch nicht mehr angewendet. Es wurde im Rahmen des Gemeinsamen Europäischen Asylsystems zuerst durch die Dublin-II-Verordnung und dann durch die Dublin-III-Verordnung ersetzt.

## Geschichte
Das Dubliner Übereinkommen wurde am 15. Juni 1990 von Belgien, Dänemark, Deutschland, Frankreich, Griechenland, Irland, Italien, Luxemburg, Niederlande, Portugal, Spanien und dem Vereinigten Königreich unterzeichnet. Es trat für diese Staaten am 1. September 1997 in Kraft. Später beigetreten sind Österreich und Schweden (1. Oktober 1997), Finnland (1. Januar 1998) und Tschechien (1. August 2005).
Die Mitgliedstaaten des Schengener Durchführungsübereinkommens (SDÜ) vereinbarten im Bonner Protokoll vom 26. April 1994, dass mit dem Inkrafttreten des Dubliner Übereinkommens die Artikel 28 bis 38 SDÜ über die Zuständigkeit für die Behandlung von Asylbegehren keine Anwendung mehr finden. Das SDÜ von 1990 regelte wegen des Wegfalls der Binnengrenzkontrollen erstmals, welcher Staat für die Durchführung des Asylverfahrens zuständig ist.

## Ziele und Inhalt
Mit dem Dubliner Übereinkommen sollte zum einen erreicht werden, dass jedem Ausländer, der auf dem Gebiet der Vertragsstaaten einen Asylantrag stellt, die Durchführung eines Asylverfahrens garantiert wird. Zum anderen sollte sichergestellt werden, dass immer genau ein Vertragsstaat für die inhaltliche Prüfung eines Asylantrags zuständig ist. Zur Bestimmung der Zuständigkeit legt das Dubliner Übereinkommen eine Prüfreihenfolge fest. Hat der Asylbewerber einen Familienangehörigen, dem ein Vertragsstaat die Flüchtlingseigenschaft zuerkannt hat, so ist auf Wunsch des Betroffenen dieser Staat zuständig. Hat ein Vertragsstaat dem Asylbewerber eine Aufenthaltserlaubnis oder ein Visum erteilt, so ist in der Regel dieser Staat zuständig. Reist eine asylsuchende Person ohne Visum in einen Vertragsstaat ein, so ist der Staat zuständig, in den sie nachweislich zuerst eingereist ist, es sei denn, sie hielt sich bereits mindestens sechs Monate in einem anderen Vertragsstaat auf. Darüber hinaus hat jeder Vertragsstaat das Recht, selbst einen Asylantrag zu prüfen, auch wenn er eigentlich nicht zuständig wäre. Durch die Bestimmung einer eindeutigen Zuständigkeit sollte verhindert werden, dass der Asylbewerber mehr als ein Verfahren im Hoheitsgebiet der Mitgliedstaaten betreiben kann. Dem dafür notwendigen Informationsaustausch dient das System EURODAC, das ein europäisches automatisiertes System zum Vergleich der Fingerabdrücke von Asylbewerbern ist.

## Faktisches Außerkrafttreten
Das Dubliner Übereinkommen ist als völkerrechtlicher Vertrag formal weiter gültig, wird aber inzwischen von europäischem Recht überlagert und nicht mehr angewendet.
Am 1. März 2003 trat die Dublin-II-Verordnung als Nachfolgeregelung des Dubliner Übereinkommens in Kraft. Seit 1. Januar 2014 gilt die Dublin-III-Verordnung als weitere Nachfolgeregelung. Mit ihr ist der Anwenderkreis der Dublin-Regeln auf weitere EU-Mitgliedstaaten und über Zusatzabkommen auch auf Island, Liechtenstein, Norwegen und die Schweiz ausgedehnt worden.
Da Völkervertragsrecht nicht von europäischem Recht aufgehoben werden kann, bestimmt Artikel 24 Abs. 1 der Dublin-II-Verordnung, dass diese das Dubliner Übereinkommen ersetzt. Die Dublin-III-Verordnung enthält keinen vergleichbaren Passus mehr; gleichwohl ist die Nichtanwendung des Dubliner Übereinkommens unter den Anwenderstaaten unstreitig.